# Luís Antônio Fernandes
Luís Antônio Fernandes, mais conhecido como Tostão (Santos, 6 de novembro 1957), é um ex-futebolista brasileiro, que atuava como meia.
Recebeu o apelido devido à comparação com o grande craque Tostão.

## Carreira
Começou a jogar bola aos 10 anos, no bairro do Macuco, em Santos, onde nasceu, e também atuou no juvenil da Portuguesa Santista. Foi formado nas categorias de base do Santos Futebol Clube, e estreou em 5 de dezembro de 1973 num amistoso com o CA Huracán da Argentina, no estádio Tomás Adolfo Ducó, vencido pelo Peixe por 4 a 0.
Não teve muito espaço no Santos e foi emprestado para a Catanduvense, e em seguida para o Goiás; Mixto, onde marcou 20 gols; e Atlético-GO. Pelo Santos, fez apenas 11 jogos e marcou dois gols.
Foi vendido ao Cruzeiro em abril de 1982. Em sua estreia, marcou um gol contra o América-RJ. Foi artilheiro do Campeonato Mineiro daquele ano com 17 gols. Pelo clube, atuou em mais de 200 jogos.
Em 1986, transferiu-se para o Coritiba, onde se notabilizou, foi artilheiro e camisa 10, entre o final dos anos de 1980 e início da década de 1990.
Um dos pontos altos de sua carreira foi o título paranaense de 1989, quando o Coritiba, do técnico Edu Coimbra e jogadores como Osvaldo Luiz Vital, Carlos Alberto Costa Dias, Serginho Cabeção além de Tostão e o centroavante artilheiro Francisco Carlos Martins Vidal, mais conhecido como Chicão, além do rápido atacante Kazuyoshi Miura, o Kazu, formaram uma boa equipe. Nos Atle-Tibas daquele ano, dos oito gols coritibanos, cinco foram de Tostão.
Permaneceu no Alto da Glória até 1992, quando ajudou o Coritiba em seu retorno à primeira divisão do Campeonato Brasileiro.
Seu ultimo clube foi o Rio Branco, de Paranaguá, campão da segunda divisão do Campeonato Paranaense, em 1999, ano que encerrou sua carreira.

## Títulos
Santos
- Campeonato Paulista: 1978

Goiás
- Campeonato Goiano: 1978

Mixto
- Campeonato Mato-Grossense: 1980 e 1981

Cruzeiro
- Campeonato Mineiro: 1984

Coritiba
- Campeonato Paranaense: 1986 e 1989

Rio Branco
- Campeonato Paranaense: 1995 - (Segunda divisão)